# Pont de Cessenon
Le pont de Cessenon est un pont suspendu métallique qui enjambe l'Orb à Cessenon-sur-Orb en direction de Saint-Nazaire-de-Ladarez. Il est emprunté par la RD 136.

## Descriptif
D'une longueur de 113 m, le pont de Cessenon a été mis en service le 30 mars 1866. La maîtrise d'œuvre est confiée à Adolphe Boulland, ingénieur.

## Galerie photographique

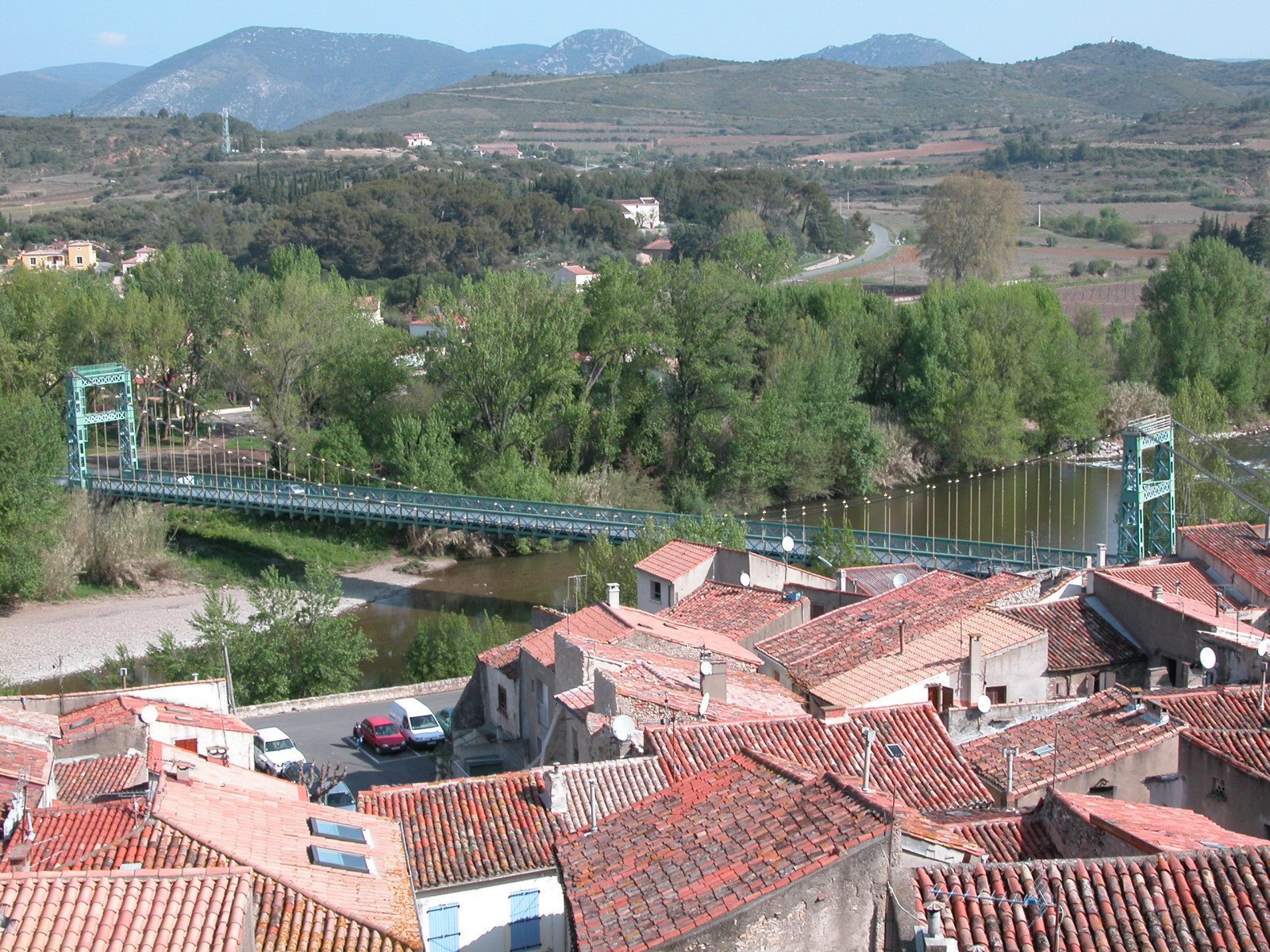
Vue générale du pont de Cessenon.

## Ouvrages d'Adolphe Boulland
Autres ouvrages d'Adolphe Boulland :
- Pont de Confolent (1863) en Haute-Loire, sur le territoire des communes de Beauzac et Saint-Maurice-de-Lignon.
- Pont suspendu de Montpezat-sous-Bauzon (1846)[3] (détruit)
- Pont suspendu du Pouzin (1849)[4] (détruit)
- Pont suspendu de Ris (Puy-de-Dôme) (1844-1954) en franchissement de l'Allier